# Guarataro (paroisse civile)
Pour les articles homonymes, voir Guarataro.
Guarataro est l'une des cinq divisions territoriales et l'une des quatre paroisses civiles de la municipalité de Sucre dans l'État de Bolívar au Venezuela. Sa capitale est Guarataro.

## Environnement
Une petite moitié sud du territoire paroissial est occupé par la réserve forestière du Caura (Reserva Forestal del Caura, en espagnol).

## Géographie

### Hydrographie
À la pointe nord du territoire se trouve le confluent entre le río Caura et le fleuve Orénoque.

### Démographie
La paroisse civile ne possède qu'un seul regroupement de population important, sa capitale Guarataro.